# 노아 (프로게이머)
노아(본명: 오현택, 2001년 10월 4일 ~ )는 대한민국의 리그 오브 레전드 프로게이머로 포지션은 AD 캐리이다. 아이디는 Noah이다.

## 선수 생활
2020년 9월 KT 롤스터의 아카데미 팀에 입단했다. 2021시즌을 앞두고 팀의 2군팀으로 콜업되었다. 2021년 2월 18일, 1군팀으로 콜업되었다. 2021 스프링 시즌 팀의 주전 원딜러로 출전하면서 좋은 모습을 보여주었다. 2021 서머 시즌에서는 부진한 모습을 지속적으로 보여주었다. 서머 시즌 중반부터는 5kid가 콜업되면서 주전 자리를 내주었다.
2022시즌을 앞두고 팀에 잔류했으며 2군팀에서 시즌을 시작하게 되었다. 2022시즌 종료 후 팀에서 퇴단했다.

## 소속팀
| # | 팀명      | 소속 기간             | 소속 리그 | 비고 |
| - | --------- | --------------------- | --------- | ---- |
| 1 | KT 롤스터 | 2021.01.11~2022.11.22 | LCK       |      |

## 수상 내역
- 레노보 레지언 오브 챔피언스 시즌 3 우승
- LCK 아카데미 시리즈 2020 11월 대회 우승